# Linognathidae
Linognathidae – rodzina skórnych pasożytów ssaków należących do rzędu Phthiraptera. Powodują chorobę zwaną wszawicą. Cechą charakterystyczną jest brak oczu. Do 2004 roku wyodrębniono 70 gatunków należących do Linognathidae.
Linognathidae stanowią rodzinę składającą się obecnie z 3 rodzajów:
- Linognathus[2] należą tutaj 53 gatunki.
- Prolinognathus[3][4] należy tu 8 gatunków.
- Solenopotes[5] należy tu 9 gatunków.